# 1994年5月10日の日食

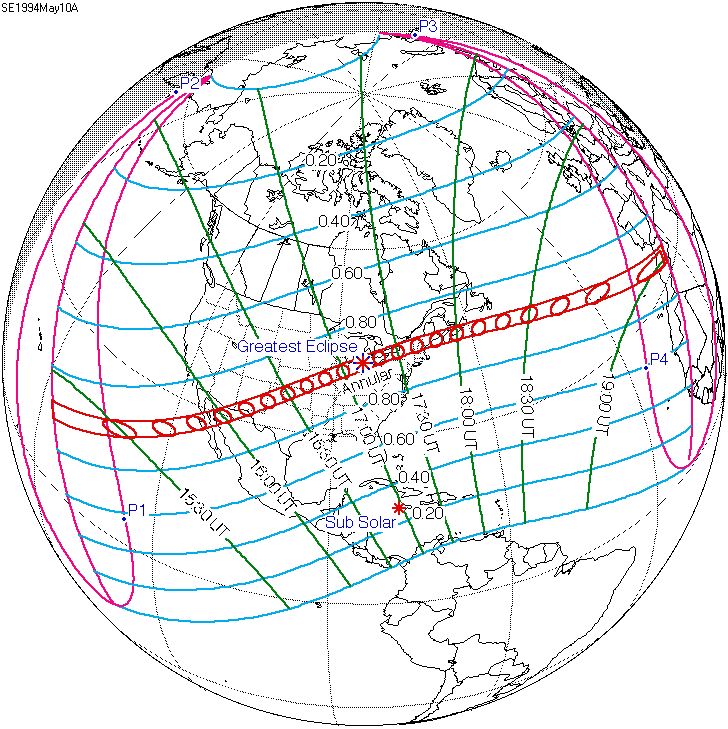

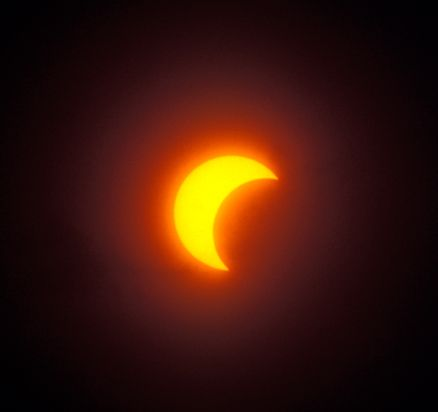
アメリカ合衆国ノースダコタ州ビスマークの部分日食

1994年5月10日の日食は、1994年5月10日に観測された日食である。メキシコ、アメリカ、カナダ、ポルトガル領アゾレス諸島、モロッコで金環日食が観測され、北アメリカのほとんど、大西洋北東部沿岸及び以上の地域の周辺の一部で部分日食が観測された。

## 通過した地域
金環帯が通過した、金環日食が見えた地域はメキシコ北西部、アメリカ合衆国のアリゾナ州南東部とニューメキシコ州南部が隣接する地域からメイン州南部までの広い範囲、カナダ南東部、ポルトガル領アゾレス諸島のほとんど（サンタマリア島を除く）、モロッコ北部（首都ラバトを含む）だった。金環食の最大はアメリカのオハイオ州フルトン郡にあった。北米最大規模の滝ナイアガラの滝も金環帯の中にあった。
また、金環日食が見えなくても、部分日食が見えた地域は北アメリカのほとんど（トリニダード・トバゴとアリューシャン列島最西端を除く）、パナマ中北部、コロンビア北部、ベネズエラ北西部、北アフリカの西半分、西アフリカの西半分、南ヨーロッパ中西部、西ヨーロッパ、中央ヨーロッパ、北ヨーロッパ、東ヨーロッパ北西部、ロシア北西部沿岸と最東端。そのうち大部分では現地時間5月10日に日食が見え、ロシア最東端では5月11日に見え、ロシア北部の白夜のある地域では深夜0時をまたいで5月10日から5月11日までに見えた。

## 観測
アメリカ航空宇宙局ジョンソン宇宙センターの観測隊は3つに別れ、それぞれテキサス州エルパソ、オクラホマ州タルサ、カンザス州オレイサで観測し、どちらも成功した。